# 阳光之下
《阳光之下》是2020年播出的中国大陆电视剧，改编自作家鲜橙的小说《掌中之物》，該電視劇由闫宇彤执导，裴文、鲜橙编剧，蔡文静、刘凯、彭冠英等主演。台灣OTT平台LiTV 線上影視、LINE TV全套上架。